# برونو أرابال
برونو أرابال باساماني (بالإنجليزية: Bruno Arrabal Passamani) (22 فبراير 1992 - روندونيا) هو لاعب كرة قدم برازيلي يلعب بمركز خط وسط دفاعي لنادي أربيريا الكوسوفي.

## روابط خارجية
- برونو أرابال على موقع قاعدة بيانات كرة القدم.إي يو (الإنجليزية)
- برونو أرابال على موقع Soccerway.com (الإنجليزية)
- برونو أرابال على موقع عالم كرة القدم.نت (الإنجليزية)